# オードリー・ヘプバーンの黒いジバンシィドレス
オードリー・ヘプバーンの黒いジバンシィドレス（英語: The black Givenchy dress of Audrey Hepburn）は、ユベール・ド・ジバンシィによってデザインされたリトルブラックドレスであり、1961年に公開されたロマンティック・コメディ映画『ティファニーで朝食を』にてオードリー・ヘプバーンが着用した。このドレスは、20世紀における衣類の歴史において最もアイコニックな衣装の一つに挙げられ、おそらく「リトルブラックドレス」史上最も有名なものである。

## 歴史
オードリー・ヘプバーンはフランス人デザイナーであるジバンシィと近しい仲であり、ジバンシィを「親友」として呼んでいた一方で、ジバンシィはヘプバーンを自分の「妹」とみなしていた。1961年にジバンシィがブレイク・エドワーズ監督によるロマンティック・コメディ映画『ティファニーで朝食を』の冒頭シーンのためにリトル・ブラック・ドレスをデザインし、この作品ではヘプバーンは俳優のジョージ・ペパードと共演した。ネックレスは、ジバンシィのために宝飾品をデザインしたフランス人デザイナー、ロジェ・セママによるものであった。オードリーはパラマウントへドレスを2着持って行ったが、オードリーの脚のかなりの部分が見えるドレスは映画にふさわしくなかった。そのためドレスの下半分がイーディス・ヘッドによってデザインしなおされたのである。
2006年11月、『ティファニーで朝食を』のために製作されたオリジナルのジバンシィドレスの内の一つを着用したナタリー・ポートマンが、『ハーパーズ・バザー』の表紙を飾った。2006年12月5日、このドレスがロンドンにてクリスティーズに出品され匿名の買手によって電話で購入された。オークションハウスによって5万ポンドから7万ポンドで売却されると見積もられたが、最終的な値段は46万7200ポンド（92万3187ドル）であった。ドレスのオークションでの収益は、コルカタの貧しい子供の為に学校を設立するのに役立ったのである。ドレスのデザイナーであるジバンシィはチャリティーの資金を募るのを助けるため、『歓喜の街』の著者であるドミニク・ラピエールとその妻へドレスを贈った。二人はこうした熱狂的なオークションを目の当たりにした際、集められた金額がラピエールを驚かせたおかげで、彼は「とても魅惑的な女優のものであった布切れ一枚のおかげで、世界中の最も貧しい子供たちを学校へ行かせる為に、今やレンガやセメントを買うことができると思うと、とても唖然としました」と言った。クリスティーズの映画専門家であるサラ・ホジソンは「これは世界で最も有名なブラック・ドレスの一つです。つまり映画の歴史の象徴的な一部です。そして私達は歴史に残る価格をつける事が出来て嬉しいです」と言った。

## デザイン
原型は、イタリア製のサテンで作られたジバンシィのシースリトルブラックドレスである。クリスティーズはそれを「背中部分で独特な切り抜きで作られたデコルテ、身体にぴったりのノースリーブの床に届く長さのドレスである。スカートはわずかにウエスト部分にひだをつけ、片方の太ももにスリットが入っている。内側のウエストバンドにはジバンシィのラベルが付いている。黒のひじ丈の手袋が付属している」と記述している。胴部は肩を露わにするネックラインで背中に向かってわずかに開いている。映画においてオードリー・ヘプバーンは、ドレスと同じ色のひじ丈の手袋とパールのネックレスを着用している。その姿は「超女性的」あるいは「パリ風」と表現されている。 
リトル・ブラック・ドレスが名声と地位を獲得したことで、女性の衣装になくてはならないものになった。ジバンシィは映画の登場人物の為にドレスを選んだばかりでなく、多くの一連の真珠のチョーカー、約30センチの長さの巻きタバコ用パイプ、大きな黒の帽子、そしてオペラ手袋という形で長めのドレスに似合うふさわしいアクセサリーを添えたのだ。そしてアクセサリーが「視覚的に登場人物をはっきりさせただけでなく、永久に映画の登場人物とオードリーを結び付けた」のである。 
自らの身体的なスタイルを前提として、デザイナーである友人ジバンシィと一緒に映画におけるほっそりとした女性という役柄にあわせてドレスを創作した。 黒の大きすぎるサングラスがリトル・ブラック・ドレス（LBD）全体を完成させ、「リトル・ブラック・ドレスの決定版」と呼ばれた。彼女のほっそりとした肩甲骨を際立たせたドレスは、こうしてヘプバーンスタイルとなったのである。 

## 評価
このドレスは20世紀と映画の歴史上最もアイコニックなものの一つとして挙げられている 。「おそらく史上最も有名なリトルブラックドレス」と言われ、このリトルブラックドレスを広く普及させることでファッションそのものに直接的に多大な影響を及ぼしていると言われている。2010年にラブフィルム (LOVEFiLM) によって実施された調査において、ヘプバーンのリトルブラックドレスが映画史上今までで女性が着用した最良のドレスとして選ばれた 。この点においてラブフィルムの発行者であるヘレン・カウリーは、「あちこちのおしゃれな女性達による熾烈な闘いにもかかわらず、オードリー・ヘプバーンが本当にリトルブラックドレスを時の試練に耐えた主要なファションにした」と断言した。『マイ・フェア・レディ』にて着用されたヘプバーンの白いドレスと帽子は、6位に選ばれた。

## 関連文献
- Tony Nourmand and Audrey Hepburn, The Paramount Years London, Westbourne Press Ltd, 2006, pp. 94–127.
- Sean Hepburn Ferrer, Audrey Hepburn: An Elegant Spirit – A Son Remembers, Sidgwick and Jackson, 2003, pp. 155–160.